# Melochia manducata
Melochia manducata es una especie de planta del género Melochia. Es una hierba baja de hasta 1 metro de alto. Crece en matorrales húmedos o pantanosos, a veces en suelos deforestados. Florece varias veces al año. Ha sido reportada en México, Guatemala, Panamá, Cuba, República Dominicana, Ecuador, Colombia, Venezuela y el sur de Brasil.

## Descripción
Es una hierba, con tallo hueco con tricomas simples y glandulares y estrellados. Hojas dísticas, estipuladas lanceoladas. Flores lilas o púrpuras.

## Taxonomía
Melochia arenosa fue descrita por Benth. in Hook. y publicado en Anales de la Academia de Ciencias Médicas . . . 5: 241–242. 1868.
Sinonimia
- Melochia glandulifera Standl.	[2]

## Fuente
- Rondón, José (2009). «Revisión Taxonómica del Género Melochia L. (Sterculiaceae) en Venezuela». Acta Botanica Venezuelica 32 (1). 0084-5906 ,  1-61.

- Datos: Q6009730